# Partido di Daireaux
Il partido di Daireaux è un dipartimento (partido) dell'Argentina facente parte della Provincia di Buenos Aires. Il capoluogo è Daireaux.